# Physotarsus varicornis
Physotarsus varicornis är en stekelart som först beskrevs av Cameron 1886.  Physotarsus varicornis ingår i släktet Physotarsus och familjen brokparasitsteklar. Inga underarter finns listade i Catalogue of Life.